# James Hovis Hodges
James « Jim » Hovis Hodges, né le 19 novembre 1956 à Lancaster (Caroline du Sud), est un homme politique américain membre du Parti démocrate.
Membre de l'Assemblée générale de Caroline du Sud pour le 45e district de 1986 à 1997, il est le 114e gouverneur de Caroline du Sud entre 1999 et 2003.